# Communauté de communes Cœur de Tarentaise
Die Communauté de communes Cœur de Tarentaise ist ein französischer Gemeindeverband mit Rechtsform einer Communauté de communes im Département Savoie, dessen Verwaltungssitz sich in dem Ort Moûtiers befindet. Der Name bezieht sich auf seine zentrale Lage in der historischen Provinz Tarentaise.
Der Gemeindeverband besteht aktuell aus sechs Gemeinden und zählt 9098 Einwohner (Stand 2022) auf einer Fläche von 277,25 km². Er entstand im Dezember 2009 aus dem Zusammenschluss von acht Gemeinden, als Neunte stieß Anfang 2014 Saint-Martin-de-Belleville hinzu. Präsident des Gemeindeverbandes ist Fabrice Pannekoucke.

## Aufgaben
Zu den vorgeschriebenen Kompetenzen gehören die Entwicklung und Förderung wirtschaftlicher Aktivitäten und des Tourismus sowie die Raumplanung auf Basis eines Schéma de Cohérence Territoriale. Der Gemeindeverband betreibt die Müllabfuhr und -entsorgung sowie den öffentlichen Nahverkehr und Schulbusverkehr. Zusätzlich baut und unterhält der Verband Kultur- und Sporteinrichtungen und fördert Veranstaltungen in diesen Bereichen.

## Historische Entwicklung
Mit Wirkung vom 1. Januar 2019 ging die ehemalige Gemeinde Saint-Jean-de-Belleville in die Commune nouvelle Les Belleville auf. Dadurch verringerte sich die Anzahl der Mitgliedsgemeinden auf sechs.

## Mitgliedsgemeinden
Folgende Gemeinden gehören der Communauté de communes Cœur de Tarentaise an:
| Gemeinde                                  | Einwohner 1. Januar 2022 | Fläche km² | Dichte Einw./km² | Code INSEE | Postleitzahl |
| ----------------------------------------- | ------------------------ | ---------- | ---------------- | ---------- | ------------ |
| Hautecour                                 | 298                      | 11,65      | 26               | 73131      | 73600        |
| Les Belleville                            | 3.488                    | 226,84     | 15               | 73257      | 73440        |
| Moûtiers                                  | 3.482                    | 3,16       | 1.102            | 73181      | 73600        |
| Notre-Dame-du-Pré                         | 256                      | 18,20      | 14               | 73190      | 73600        |
| Saint-Marcel                              | 615                      | 8,76       | 70               | 73253      | 73600        |
| Salins-Fontaine                           | 959                      | 8,64       | 111              | 73284      | 73600        |
| Communauté de communes Cœur de Tarentaise | 9.098                    | 277,25     | 33               | –          | –            |